# Liste der Geotope in Suhl
In Suhl gab es im Juni 2024 insgesamt 14 erfasste Geotope.

## Geotope

### Gesteine
| ID       | Bild | Bezeichnung                                           | Art                                                                       | Stratigraphie           | Beschreibung | Gemeinde | Lage |
| -------- | ---- | ----------------------------------------------------- | ------------------------------------------------------------------------- | ----------------------- | --- | -------- | ---- |
| SHL_229  |      | Blöcke aus verkieseltem Zechstein                     | an Störung verkieselter Zechsteinkalk, heute quarzitähnlich               | Zechstein               | Verkieselte Zechsteinblöcke finden sich im Stadtgebiet von Suhl an mehreren Stellen zwischen dem Döllberg und dem Hohen Loh. Sie dokumentieren die Reste der heute abgetragenen Schichten des Zechsteins, die die Rotliegend-Gesteine des Thüringer Waldes ehemals überdeckt hatten. Es handelt sich um hellgraue bis weiße, teilweise auch rötliche Quarzbrocken, welche sehr hart sind und Größen bis zu 8 m erreichen. Imprägnierungen mit Eisen- und Manganerzen führten zu partiellen Braun- und Schwarzfärbungen. Für die Öffentlichkeit wurden 2002 etwa 30 kleinere Blöcke zu einer Gruppe zusammengestellt und in der Nähe der Bushaltestelle des Suhler Klinikums am Döllberghang präsentiert. Eine Informationstafel erläutert ihre geologische Entstehung. | Suhl     | Lage |
| SHL_230  |      | Halde „Goldene Rose“ im Pochwerksgrund bei Goldlauter | dunkle Pelite mit Erznieren (Bergbau), Begleitung Schluff- und Sandsteine | Unterrotliegend (Autun) | Die Halde liegt zwischen einem Forstweg und dem Talgrund und stellt eine Anschüttung am tiefen Talhang dar. Gesteine des Rotliegenden, speziell der Goldlauter-Folge (limnischer Sedimentationsraum) sind verbreitet. Die Goldlauter-Folge baut sich aus Konglomeraten, Sandsteinen, Schluffsteinen (Siltsteine) und Tonsteinen (Pelite) auf. Typisch sind Einlagerungen von schwarzpelitischen Horizonten (kohlig-bituminösen oder feinsandig-siltige, dunkel bis schwarze Tonsteine, hell- bis dunkelgraue Sandsteine und Tuff-Horizonte). Die schwarzpelitischen Sedimente waren an der „Goldenen Rose“ Ziel des Bergbaus. An der „Goldenen Rose“ sollen Erzgehalte von ca. 21,2 kg/t Schwarzkupfer und ca. 113,7 g/t Silber erschmolzen worden sein. Die eigentlichen erzführenden Horizonte sind auf geringmächtige Lagen innerhalb der Acanthodes-Schichten beschränkt. 2 „Erzflöze“, die im Abstand von 8 bis 9 m liegen und 29–30° nach NW einfallen, wurden bebaut. In dem unteren Flöz reten „Erznieren“ auf. | Suhl     | Lage |
| SHL_206  |      | Steinbruch „Vorderer Bocksberg“, südlicher Bereich    | Grauer, grobkörniger Granit mit dunklen Xenolithen.                       | Karbon                  | Der ehemalige Granitsteinbruch am Rand der Stadt Suhl (Ortsteil Lauter) liegt am Südwesthang des Vorderen Bocksberges. Er befindet sich im Bereich des Granitaustriches zwischen der Südwestrandstörung und der ca. 4,5 km nordöstlich verlaufenden Heidersbacher Verwerfung. Aufgeschlossen ist der Ilmtal-Suhler Granit, der zum sogenannten „Thüringer Hauptgranit“ gehört. Das Gestein wurde petrographisch untersucht: Als Hauptkomponenten wurden Plagioklas, Orthoklas, Quarz, Biotit und Hornblende sowie als Akzessorien Apatit, Zirkon und Titanit festgestellt. Plagioklase überwiegen gegenüber den Orthoklasen. Der Quarzgehalt ist gering und beschränkt sich auf Zwickelfüllungen. Gefüge des Gesteins ist hypidiomorph-körnig, die Klüftung unregelmäßig. | Suhl     | Lage |
| IK_991   |      | Steinbruch und Blockhalde Großer Beerberg             | Quarzporphyr                                                              | Unterrotliegend (Autun) | In dem seit über 250 Jahren aufgelassenen Steinbruch ist Buntschildkopfporphyr aufgeschlossen. Das Steinbruchgelände ist aus bryologischer Sicht (=Mooskunde) eines der wertvollsten Gebiete in Thüringen. | Suhl     | Lage |
| SHL_1630 |      | Steinbrüche „Vorderer Bocksberg“, nördlicher Bruch    |                                                                           |                         | Der ehemalige Granitsteinbruch am Rand der Stadt Suhl (Ortsteil Lauter) liegt am Nordwesthang des Vorderen Bocksberges. Er befindet sich im Bereich des Granitaustriches zwischen der Südwestrandstörung und der ca. 4,5 km nordöstlich verlaufenden Heidersbacher Verwerfung. Aufgeschlossen ist der Ilmtal-Suhler Granit, der zum sogenannten „Thüringer Hauptgranit“ gehört. Das Gestein wurde petrographisch untersucht: Als Hauptkomponenten wurden Plagioklas, Orthoklas, Quarz, Biotit und Hornblende sowie als Akzessorien Apatit, Zirkon und Titanit festgestellt. Plagioklase überwiegen gegenüber den Orthoklasen. Der Quarzgehalt ist gering und beschränkt sich auf Zwickelfüllungen. Gefüge des Gesteins ist hypidiomorph-körnig, die Klüftung unregelmäßig. | Suhl     | Lage |

### Mineralien
| ID       | Bild | Bezeichnung                                    | Art | Stratigraphie           | Beschreibung | Gemeinde | Lage |
| -------- | ---- | ---------------------------------------------- | --- | ----------------------- | --- | -------- | ---- |
| SHL_2016 |      | Besucherbergwerk „Schwarzer Crux“, Suhl-Vesser | |                         | Seit dem Mittelalter ging in diesem Teil des Thüringer Waldes Bergbau auf Eisenerze um. In den Grubenbauen des Schwarzen Crux wurde Magneteisenerz (Magnetit) abgebaut, das neben anderen Eisenerzen insbesondere im 17. Jh. als Grundlage der Suhler Waffenschmieden diente. Gemeinsam mit dem Roten (Roteisenerz) und Gelben Crux (Schwefelkies) stellten die als Vereinigten Crux-Zechen zusammengefassten Bergwerke die bedeutendsten Eisenerzgruben der Region dar. Ein Bergbaulehrpfad Rund um den Schwarzen Crux zum Morgensterner Pingenfeld ergänzt in idealer Weise die Ausstellung des Fördervereins. | Suhl     | Lage |
| IK_992   |      | Felsenschlag                                   | Obere (hängende) Randfazies des Rhyoliths vom Dörrkopfdom, teils mit sphäolithischen Bildungen (Rhyolithkugeln; sog. Schneekopfkugeln), deren Inneres überwiegend Quarz- und Mineralisationen enthalten kann. | Unterrotliegend (Autun) | Der Felsenschlag ist ein bekannter Fundpunkt der sog. Schneekopfkugeln, die besonders in der Aufwertungs- und Verwitterungszone südlich im Umfeld der Felsen vorhanden sind. | Suhl     | Lage |

### Fossilien
| ID       | Bild | Bezeichnung                                                      | Art                                 | Stratigraphie        | Beschreibung | Gemeinde | Lage |
| -------- | ---- | ---------------------------------------------------------------- | ----------------------------------- | -------------------- | --- | -------- | ---- |
| SHL_1823 |      | Halden der Grube „Hirschzunge“ und „St. Jacob“ im Pochwerksgrund | Schwarzpelite („Erznierenschiefer“) | Acanthodes-Schichten | Nach ZIMMERMANN (1908) streicht im höheren Pochwerksgrund am Fuß der Rollwand, am Trockentiegel nahe der Hirschzunge über einer Sandsteinwechselfolge (mit Tuff Nr.0 nach ANDREAS & HAUBOLD; 1975) eine bis zu 30 m mächtige Zone kohlig-bituminöser, erzhaltiger Schluff- bis Tonsteine. Bei diesen „Erznierenschiefern“ handelt es sich um das tiefste pelitische Niveau der Goldlauter-Formation (HAUBOLD, 1985). Ab dem 16. Jhdt. fand ein intensiver Bergbau statt von dem nur noch Haldenmaterial anstehend ist. Innerhalb dieser Schichten kommt es bis heute zu Fossilfunden, wie z. B.: das Typusmaterial des Mylacriden (insekta) „Opsiomylacris procerus HAUPT“ sowie des Palaeonisciden „Amblypterus (Parmblypterus) acusatus EGERTON.“ Nach SCHNEIDER (1996) repräsentiert der Schwarzpelit des Pochwerksgrund den Ökotyp eines „Acanthodes/Palaeonisciden/Xenacanthiden-See“ | Suhl     | Lage |

### Lagerungsverhältnisse/Tektonik
| ID      | Bild | Bezeichnung         | Art                                                                              | Stratigraphie | Beschreibung | Gemeinde | Lage |
| ------- | ---- | ------------------- | -------------------------------------------------------------------------------- | ------------- | --- | -------- | ---- |
| SHL_207 |      | Steinsburg bei Suhl | grau- bis blauschwarzer Basalt in Säulen und unregelmäßigen Platten, Einschlüsse | Tertiär       | Die Steinsburg liegt ca. 1,5 km südwestlich von Suhler Neundorf auf dem gleichnamigen 640 m hohen Berg (bitte nicht mit der Steinsburg bei Römhild verwechseln!). Als „Steinsburg“ wurde früher ein mauerartiger Basalt bezeichnet, der die Erhebung aus Buntsandstein überragte. Der tertiäre Basaltgang, inzwischen weitestgehend abgebaut, hat die mesozoischen Schichten durchschlagen. Heute findet man ein gestrecktes, ca. 1 20 m langes Restloch mit einer Breite von 25 bis 30 m und etwa 10 m Tiefe, das den bewachsenen Abraumhalden vorgelagert ist. Die Ausbildung des Basaltes reicht von säulig bis unregelmäßig plattig, die Farbe von grau bis blauschwarz. Er fällt saiger bis steil nach Nordwesten ein und führt Olivineinschlüsse. Der Geotop ist über Wanderwege gut erreichbar und Höhepunkt des „Hohlwege-Wanderweges“. | Suhl     | Lage |

### Sedimentstrukturen
| ID      | Bild | Bezeichnung                                                           | Art                 | Stratigraphie           | Beschreibung | Gemeinde | Lage |
| ------- | ---- | --------------------------------------------------------------------- | ------------------- | ----------------------- | --- | -------- | ---- |
| SHL_208 |      | Steinbruch am Adler, westlich der Schmücke, unterhalb des Rennsteiges | Tuffe und Sedimente | Unterrotliegend (Autun) | Der ehemalige Steinbruch, dessen Betrieb bis ins 18. Jh. zurück reicht, liegt ca. 1,6 km westlich der Schmücke. Er befindet sich am Osthang des Hohen Geiersberges. Stratigraphisch gehören die abgebauten Gesteine zu den Zwischensedimenten der Oberhof-Formation des Unterrotliegend. Im ehemaligen Steinbruch stehen plattige bis bankige, rötliche bis graue Rhyolithtuffe (Porphyrtuffe) an, die an fast horizontalen Trennflächen Ton-Siltsteinlagen aufweisen. Diese Ton- und Siltsteine sind vermutlich umgelagerte Tuffe oder Tuffite. | Suhl     | Lage |

### Typlokalitäten/Richtprofile
| ID     | Bild | Bezeichnung      | Art                                                                      | Stratigraphie           | Beschreibung                                                                                             | Gemeinde | Lage |
| ------ | ---- | ---------------- | ------------------------------------------------------------------------ | ----------------------- | --- | -------- | ---- |
| IK_994 |      | Langerais Spitze | grauer bis graugrüner, dünnschichtiger Tonschiefer mit Pflanzenfossilien | Unterrotliegend (Autun) | Die Langerais Spitze stellt einen Standardaufschluss des Acanthodes-Horizontes der Goldlauter-Folge dar. | Suhl     | Lage |

### Glaziale und periglaziale Abtragungs- und Ablagerungsformen
| ID     | Bild | Bezeichnung                                   | Art | Stratigraphie | Beschreibung | Gemeinde | Lage |
| ------ | ---- | --------------------------------------------- | --- | ------------- | --- | -------- | ---- |
| IK_990 |      | Periglazial-Schichtenfolge am Großen Beerberg |     | Tertiär       | Die Periglazial-Schichtenfolge über Quarzporphyr stellt ein Standardprofil der Periglazialbildungen (Schuttdeckengliederung) im Thüringer Wald dar. | Suhl     | Lage |

### Verwitterungsformen
| ID     | Bild           | Bezeichnung                 | Art                                   | Stratigraphie           | Beschreibung                                                                                 | Gemeinde | Lage |
| ------ | -------------- | --------------------------- | ------------------------------------- | ----------------------- | -------------------------------------------------------------------------------------------- | -------- | ---- |
| IK_995 | weitere Bilder | Blauer Stein im Freibachtal | Felsitporphyrit                       | Unterrotliegend (Autun) | Der Blaue Stein ist eine Felsfreistellung bestehend aus Felsitporphyr der Ilmenau-Formation. | Suhl     | Lage |
| IK_993 |                | Geierfelsen                 | Quarzporphyr (Buntschildskopfporphyr) | Unterrotliegend (Autun) | Der Geierfelsen ist eine Felsfreistellung aus Buntschildskopfporphyr.                        | Suhl     | Lage |